# Archanioł Rafał z Tobiaszem
Archanioł Rafał z Tobiaszem – zespół dwóch rzeźb wykonany przez Wita Stwosza. Obecnie znajduje się w zbiorach sztuki średniowiecznej Niemieckiego Muzeum Narodowego (niem. Germanisches Nationalmuseum) w Norymberdze.

## Dzieje
Fundatorem rzeźb był Rafaello Torrigiani – kupiec z Florencji, zamieszkały na terenie parafii Santo Spirito, przy której jego rodzina miała własną kaplicę. Ponadto działało tam Bractwo św. Rafała, skupione wokół ołtarza z obrazem swego patrona namalowanym przez Neri di Bicci, zastąpionym później obrazem Francesco Botticiniego (znajdującym się dziś w Akademii Florenckiej). Oba obrazy przedstawiały Archanioła Rafała prowadzącego młodego Tobiasza. Zastanawiające jest, co zainspirowało kupca, aby zlecić Stwoszowi dwie figurki, które prawdopodobnie pełniły rolę figur wotywnych. 
Z XVIII-wiecznego przekazu wiadomo było o "figurze prowadzonej przez anioła", pod którą widniała tarcza z herbem i datą 1516 oraz inicjały R.T.
Późniejsze dzieje tych figur były nieznane. Co więcej, do lat 30. ubiegłego stulecia figury znajdowały się osobno, postać archanioła zdobiła filar dominikańskiego kościoła św. Jakuba w Norymberdze, zaś figura młodego Tobiasza, którą uznawano wcześniej za jednego z Trzech Króli, znajdowała się w norymberskim muzeum. 

## Opis i analiza
Wit Stwosz wykonał figury w 1516 roku. Są to dwie pełnoplastyczne rzeźby, wykonane z drewna lipowego. Archanioł Rafał ukazany jest w antycznej sukni z rękawami typu tunica manicata, ma wyciągniętą prawą dłoń, w której niegdyś miał swój atrybut – puszkę z leczniczą żółcią rybią. Tobiasz, który kroczy obok Rafała, sugestywnie ujmując swojego przewodnika pod ramię, odziany jest w wytworny książęcy strój. Na twarzach obydwóch, emanujących młodością, Stwosz delikatnie zaznaczył uśmiech. 
Typ ikonograficzny Rafała z Tobiaszem nawiązuje do Księgi Tobiasza, która opowiada o pewnej rodzinie izraelskiej: Tobiaszu ojcu i jego żonie Annie oraz ich synu, także Tobiaszu. Pewnego dnia ojciec posłał syna do Raga w Medii po dług, który miał odebrać po 10 latach od Raguela. Napomniał syna, żeby znalazł kogoś do towarzystwa w tej drodze. Tobiasz napotkał Archanioła Rafała, który pod ludzką postacią jako Azariasz zaoferował swoje wsparcie. Po drodze zatrzymali się nad rzeką, podróżnik kazał mu zabić rybę i wyciągnąć z niej żółć, serce i wątrobę. Azariasz wyznał młodemu Tobiaszowi, że jest mu przeznaczona Sara – córka dłużnika jego ojca. Ostrzegł go jednak, że Sara miała już 7 mężów i wszyscy umierali w pierwszą noc spędzoną z Sarą, gdyż atakował ich demon Asmodeusz. Wędrujący przekazał mu radę, jak pozbyć się demona. Przeprowadził go szczęśliwie wśród różnych przygód aż do Persji, gdzie mieszkał krewny rodziny, który od ojca – imiennika syna – pożyczył niegdyś znaczną sumę pieniędzy. Archanioł nie tylko doprowadził Tobiasza do celu podróży, ale też nakłonił krewnego by oddał dług, a Tobiaszowi własną córkę Sarę za żonę, którą uwolnił również od złych mocy.
Po szczęśliwym zakończeniu podróży i ślubie Tobiasza z Sarą Rafał wyjawił młodzieńcowi i jego ojcu, kim jest: Ja jestem Rafał, jeden z siedmiu aniołów, którzy stoją w pogotowiu i wchodzą przed majestat Pański (Tb 12,15).
Wit Stwosz trafnie uchwycił moment tej podróży, zaś powszechny w Italii temat przełożył na swój język artystyczny, dodając postaciom draperie o silnej wymowie plastycznej, o wirujących na wietrze fałdach. Obie postacie zachowały charakterystyczną dla Stwosza reprezentacyjność, podkreśloną nie tylko przez wytworny strój, ale również szlachetną postawę. Od strony stylistycznej artysta jest wierny gotykowi, choć w tej rzeźbie można dostrzec echa renesansu, którego początków można szukać w krakowskim okresie, podczas rzeźbienia tumby Piotra z Bnina.